# 吉格洛省
6°33′N 7°29′W / 6.550°N 7.483°W

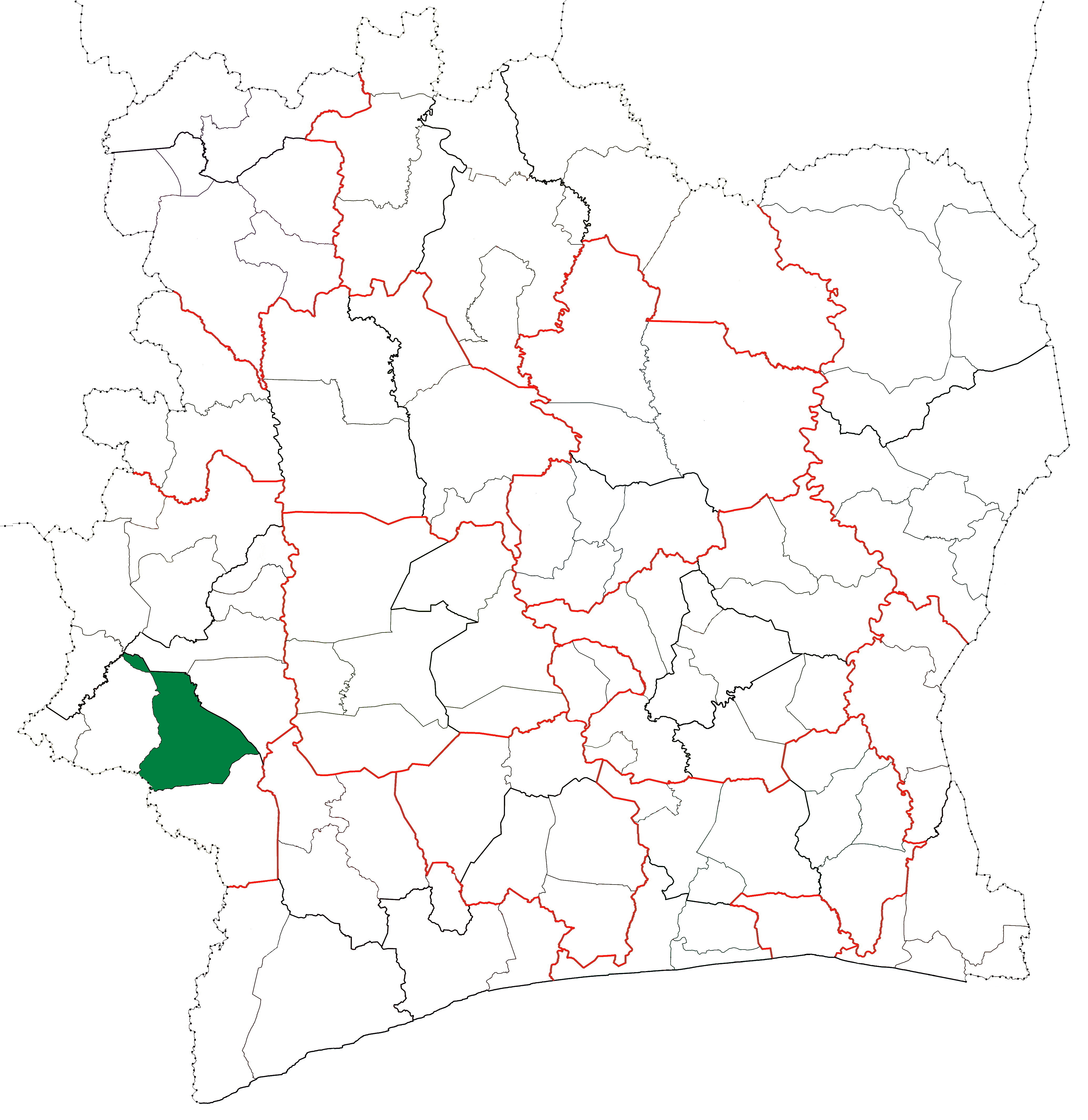

吉格洛省（Guiglo Department），是科特迪瓦的省份，位於該國西部山地區，由卡瓦利大區負責管轄，首府設於吉格洛，成立於1969年，面積3,256平方公里，2014年人口176,688，人口密度每平方公里54人。